# 5-Метил-MDA
5-Метил-3,4-метилендиоксиамфетамин (5-Метил-МДА) — энтактоген и психоделический дизайнерский наркотик класса амфетаминов. Это метилированный по кольцу гомолог MDA и структурный изомер MDMA.

## Эффекты и исследования
Исследования по различению наркотиков показали, что 5-метил-MDA заменяет MDA, MMAI и LSD, но не амфетамин, что позволяет предположить, что он производит смесь энтактогенных и галлюциногенных эффектов без каких-либо стимулирующих эффектов.
5-Метил-MDA действует как селективный агент высвобождения серотонина (SSRA) со значениями IC50 107 нМ, 11 600 нМ и 1 494 нМ для оттока серотонина, дофамина и норадреналина. Он более чем в 5 раз более эффективен, чем MDA в анализах in vitro, при этом подходящая активная доза in vivo, возможно, составляет около 15–25 мг. Однако последующее тестирование in vivo показало, что он не так эффективен, как считалось ранее, и активен при дозировке не менее 100 мг. 2-Метил-MDA также намного эффективнее MDA, но не настолько эффективен, как 5-метил-MDA. 6-метил-MDMA (также известный как Мадам-6) в основном неактивен, вероятно, из-за стерических препятствий.
Недавние исследования использовали данные по 2-метил-МДА и 5-метил-МДА для помощи в компьютерном моделировании комплекса переносчика серотонина.